# 東橫田站
東橫田站（日语：／ Higashi-Yokota eki */?）是位於千葉縣袖浦市橫田442號，東日本旅客鐵道（JR東日本）的久留里線車站。

## 歷史
- 1937年（昭和12年）4月20日：車站啟用[1]。
- 1947年（昭和22年）1月20日：車站暫停營業[1]。
- 1958年（昭和33年）4月1日：車站恢復營業[1]。
- 1987年（昭和62年）4月1日：伴隨國鐵分割民營化，車站由東日本旅客鐵道（JR東日本）營運[1]。
- 2007年（平成19年）
  - 1月：貨運車站撤走。新建車站大樓。
  - 2月1日：新車站大樓開始使用。
- 2009年（平成21年）3月14日：此站編入至東京近郊區間[2]。

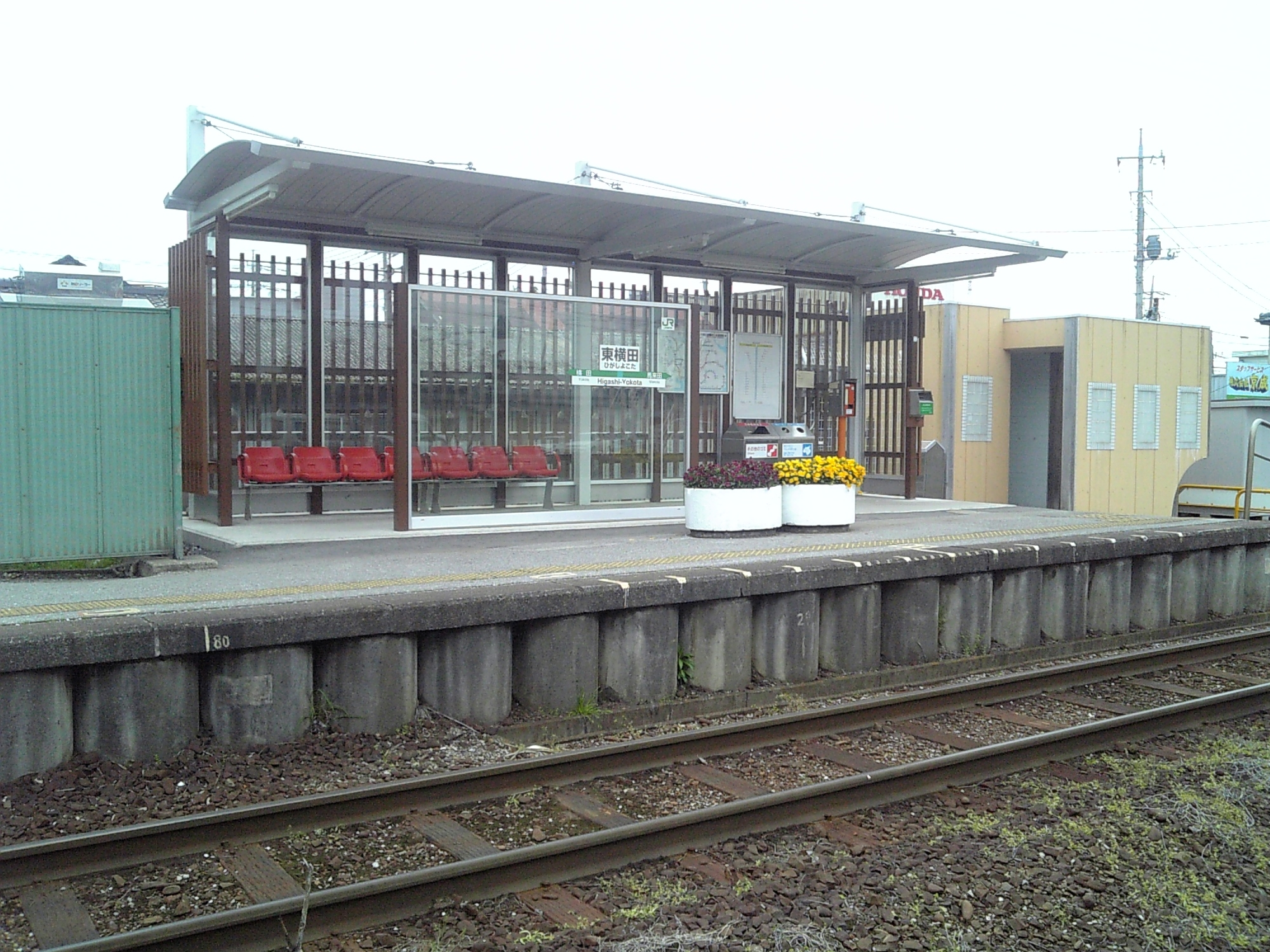
翻新後的車站大樓（2008年4月13日）
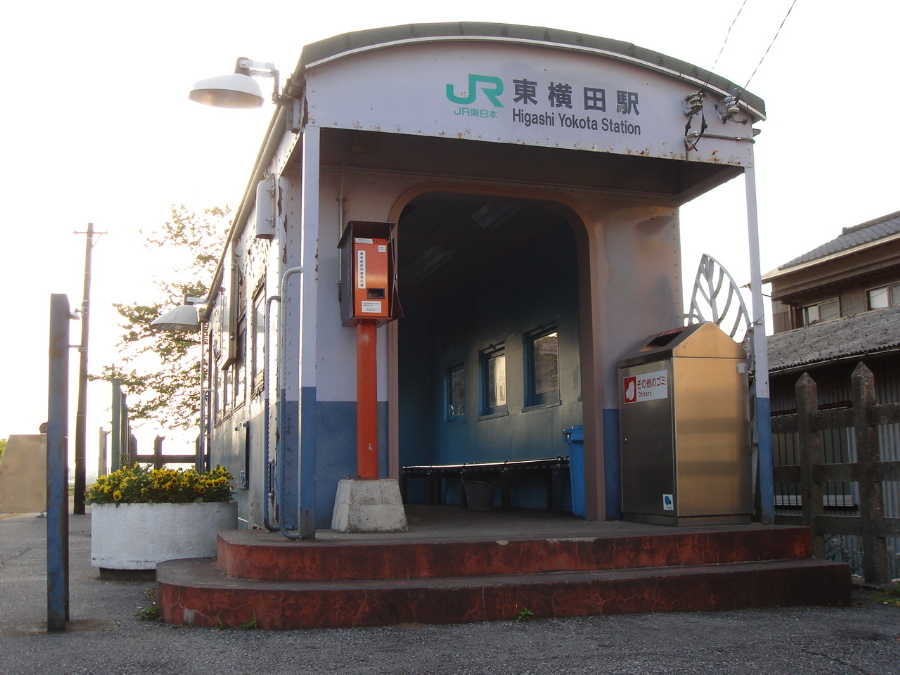
翻新前的車站大樓（2006年5月5日）

## 車站構造

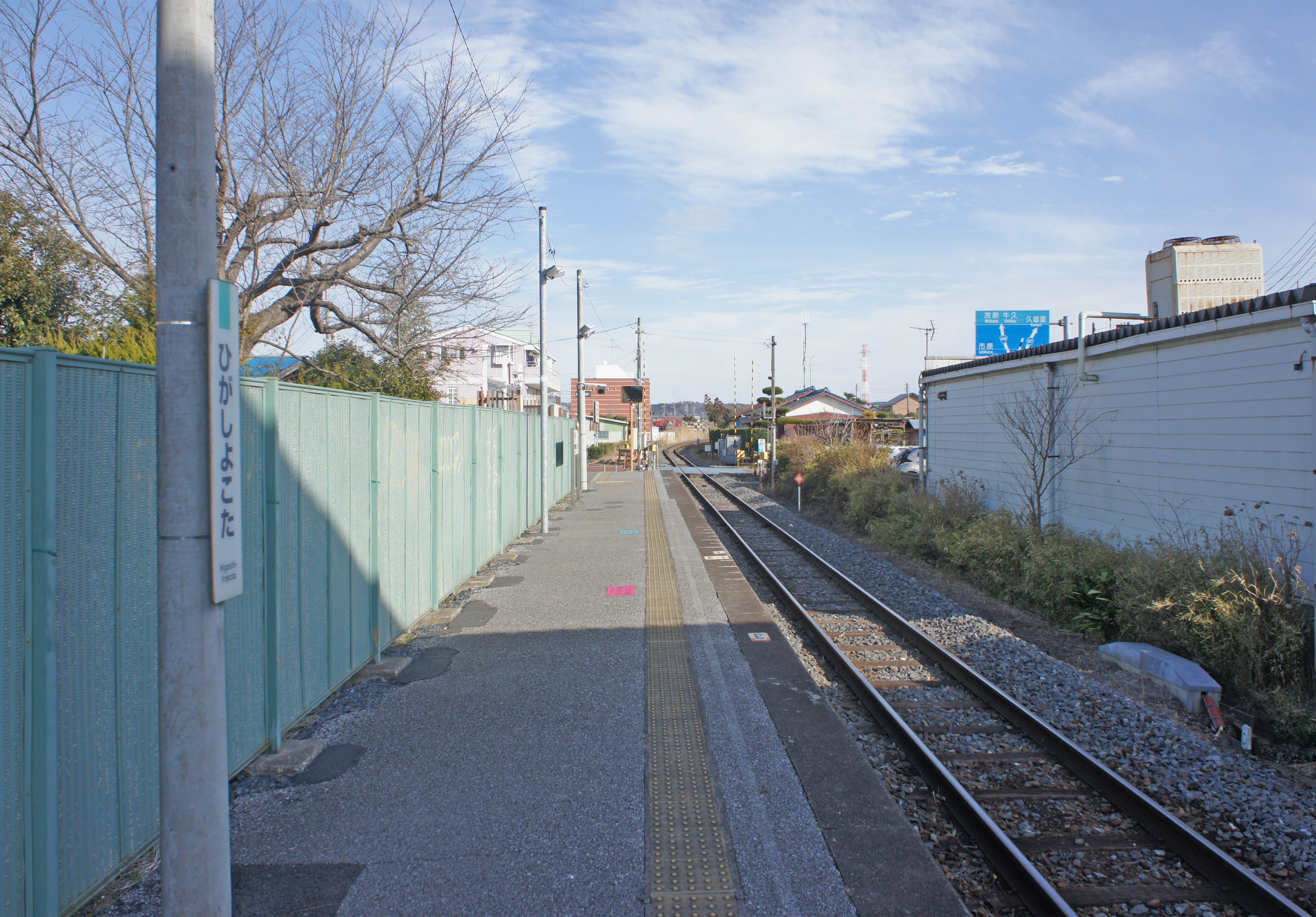
月台（2022年1月）

此站是地面車站，設有1面1線的單式月台。月台可容納4卡車廂。
此站成為由久留里站管理的無人車站。現時的候車室在2007年（平成19年）建成。從前的車站大樓是由已退役的守車改造而成，在同年1月撤走。此站設有乘車站證明票發行機。
廁所為男女分開的濕廁，廁所內設有無障礙設備。在上總龜山站一方設有平交道。

## 使用狀況
在2006年（平成18年）度1日平均乘車人次為156人，以下為乘車人次變化列表：
| 乘車人次變化       | 乘車人次變化     | 乘車人次變化 |
| 年度               | 1日平均 乘車人次 | 參考資料     |
| ------------------ | ---------------- | ------------ |
| 1990年（平成02年） | 410              | [ * 1 ]      |
| 1991年（平成03年） | 379              | [ * 2 ]      |
| 1992年（平成04年） | 374              | [ * 3 ]      |
| 1993年（平成05年） | 364              | [ * 4 ]      |
| 1994年（平成06年） | 331              | [ * 5 ]      |
| 1995年（平成07年） | 308              | [ * 6 ]      |
| 1996年（平成08年） | 277              | [ * 7 ]      |
| 1997年（平成09年） | 255              | [ * 8 ]      |
| 1998年（平成10年） | 254              | [ * 9 ]      |
| 1999年（平成11年） | 241              | [ * 10 ]     |
| 2000年（平成12年） | 221              | [ * 11 ]     |
| 2001年（平成13年） | 195              | [ * 12 ]     |
| 2002年（平成14年） | 180              | [ * 13 ]     |
| 2003年（平成15年） | 191              | [ * 14 ]     |
| 2004年（平成16年） | 191              | [ * 15 ]     |
| 2005年（平成17年） | 181              | [ * 16 ]     |
| 2006年（平成18年） | 156              | [ * 17 ]     |

## 車站周辺

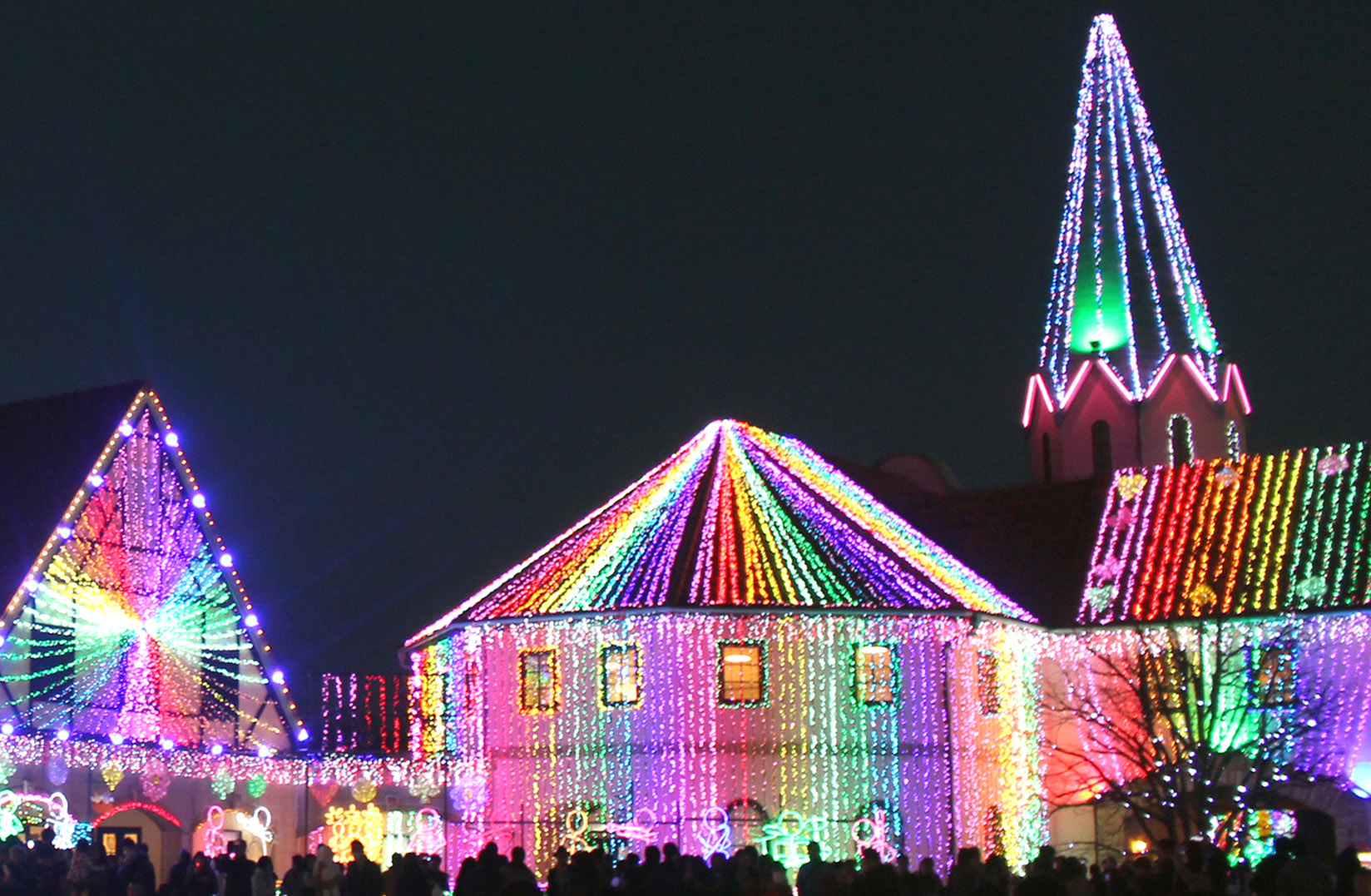
東京德國村

- 國道165號（日语：国道165号）
- 國道409號（日语：国道409号）
- 千葉縣道165號橫田停車場上泉線（日语：千葉県道165号横田停車場上泉線）
- 千葉縣道167號馬來田停車場中川線（日语：千葉県道167号馬来田停車場中川線）
- 舊平川町公所廳舍
- 袖浦市政廳平川行政中心
- 袖浦市立平川公民館
- 袖浦市立平川中學
- 袖浦市立平岡小學 - 步行約33分鐘。
- 百目木公園
- 千葉信用金庫（日语：千葉信用金庫）平川分店
- 君津信用組合（日语：君津信用組合）平川分店
- 東京德國村（日语：東京ドイツ村） - 距離此站最近，距離約3公里。
- 袖浦森林賽道（日语：袖ヶ浦フォレストレースウェイ）

## 巴士路線
「東橫田」巴士站位於國道409號沿線上，「平川行政中心」巴士站位於縣道165號沿線上。
| 乘車處       | 系統           | 主要途經                       | 目的地         | 巴士公司 | 備註 |
| ------------ | -------------- | ------------------------------ | -------------- | -------- | ---- |
| 東橫田       | 馬來田線       | 高谷、馬來田站前               | 茅野           | 日東交通 |      |
| 東橫田       | 馬來田線       | 橫田、清川站前、祇園           | 木更津站東出口 | 日東交通 |      |
| 平川行政中心 | 希望野、平岡線 | 永地、希望野總站、飯富、袖浦站 | 袖浦巴士總站   | 日東交通 |      |

## 相鄰車站
東日本旅客鐵道（JR東日本）
■久留里線
橫田－東橫田－馬來田

## 注腳

### 使用狀況
1. ↑  千葉縣統計年鑑 （页面存档备份，存于）（日語） - 千葉縣

千葉縣統計年鑑
1. ↑  千葉縣統計年鑑（平成3年） （页面存档备份，存于）（日語）
2. ↑  千葉縣統計年鑑（平成4年） （页面存档备份，存于）（日語）
3. ↑  千葉縣統計年鑑（平成5年） （页面存档备份，存于）（日語）
4. ↑  千葉縣統計年鑑（平成6年） （页面存档备份，存于）（日語）
5. ↑  千葉縣統計年鑑（平成7年） （页面存档备份，存于）（日語）
6. ↑  千葉縣統計年鑑（平成8年） （页面存档备份，存于）（日語）
7. ↑  千葉縣統計年鑑（平成9年） （页面存档备份，存于）（日語）
8. ↑  千葉縣統計年鑑（平成10年） （页面存档备份，存于）（日語）
9. ↑  千葉縣統計年鑑（平成11年） （页面存档备份，存于）（日語）
10. ↑  千葉縣統計年鑑（平成12年） （页面存档备份，存于）（日語）
11. ↑  千葉縣統計年鑑（平成13年） （页面存档备份，存于）（日語）
12. ↑  千葉縣統計年鑑（平成14年） （页面存档备份，存于）（日語）
13. ↑  千葉縣統計年鑑（平成15年） （页面存档备份，存于）（日語）
14. ↑  千葉縣統計年鑑（平成16年） （页面存档备份，存于）（日語）
15. ↑  千葉縣統計年鑑（平成17年） （页面存档备份，存于）（日語）
16. ↑  千葉縣統計年鑑（平成18年） （页面存档备份，存于）（日語）
17. ↑  千葉縣統計年鑑（平成19年） （页面存档备份，存于）（日語）

## 外部連結
- 車站資訊（東横田）：東日本旅客鐵道（日語）